# Sterling Nesbitt
Sterling J. Nesbitt (ur. 25 marca 1982 w Mesie) – amerykański paleontolog specjalizujący się w badaniu wczesnych archozaurów. 

## Życiorys
Nesbitt urodził się i wychował w Mesie w stanie Arizona. W okolicy znajdują się liczne tereny obfitujące w skamieniałości, więc Nesbitt w młodym wieku zaczął prowadzić poszukiwania szczątków wymarłych zwierząt. Mając 15 lat odnalazł ciosy i kości nogi mamuta. Na studiach na Uniwersytecie Kalifornijskim w Berkeley pod kierunkiem Kevina Padiana wypreparował i opisał szkielet środkowotriasowego archozaura z rodzaju Arizonasaurus, co było jego pracą magisterską. W 2009 roku doktoryzował się na Columbia University, a obecnie (2010) pracuje w Jackson School of Geosciences, będącej częścią University of Texas at Austin. Nesbitt opisał kilka gatunków dinozaurów, takich jak Kol ghuva, Limusaurus inextricabilis i Tawa hallae, a także bazalne dinozauromorfy dromomerona i Asilisaurus.
Nesbitt był też konsultantem naukowym filmu Dinosaurs Alive!. W 2008 roku otrzymał grant przyznawany corocznie przez Society of Vertebrate Paleontology jednemu paleontologowi niemającemu jeszcze doktoratu.